# ミッチ・ミッチェル
ジョン・ロナルド・ミッチェル（John Ronald Mitchell、1946年7月9日 - 2008年11月12日）はイングランドのミュージシャン。ジミ・ヘンドリックス・エクスペリエンスの元ドラマー。「ミッチ（Mitch）」の愛称で知られる。
「ローリング・ストーンの選ぶ歴史上最も偉大な100人のドラマー」に於いて第8位。

## 生涯
早くからスタジオ・ミュージシャンとして活躍する一方で、十代の頃は子役としてテレビドラマに出演するなど役者としても活動していた。1964年5月頃にはキース・ムーン加入前のザ・フーのセッションにも参加したが、正式なメンバーになることはなかった。
1966年8月にロンドンで開かれたオーディションにて実力を認められ、ジミ・ヘンドリックス・エクスペリエンスの一員となる。バンドのマネージャーだったチャス・チャンドラーによれば、もう一人の最終候補であったエインズレー・ダンバーとどちらを選ぶか悩んだすえ、コイントスの結果でミッチェルを選んだという。
ジミ・ヘンドリックス・エクスペリエンスはベーシストのノエル・レディングの脱退により1969年半ばに解散するが、ミッチェルはその後もヘンドリックスの片腕的な存在として行動を共にする。ベースにビリー・コックスを迎えた新たなバンド、ジプシー・サンズ&レインボウズに参加し、ウッドストック・フェスティバルのステージにも立った。また、しばしばヘンドリックスと二人だけでスタジオに入り、レコーディングを行っている。
これらの活動と並行して、ローリング・ストーンズによるテレビ番組『ロックンロール・サーカス』（1968年）の撮影のために結成されたザ・ダーティー・マックや、マイルス・デイヴィスの『ビッチェズ・ブリュー』（1969年）のデモセッションもプレイしている。
1970年1月末から3月1日まで、ジャック・ブルース、ラリー・コリエル、マイク・マンデルと共にジャック・ブルース・アンド・フレンズのメンバーとしてイングランドとアメリカでコンサート活動を行なった。
1970年9月にヘンドリックスが急死した後は、残された音源の編集作業に係わった。
1972年、元アイアン・バタフライのマイク・ピネラ（ギター、ヴォーカル）らとラマタム（Ramatam）を結成。彼らはトム・ダウドをプロデューサーに迎えてデビュー・アルバムを発表した。ジミ・ヘンドリックス・エクスペリエンス時代ほどの成功は得られなかった。
2008年にツアーで訪れていたオレゴン州ポートランドで客死。61歳没。